# Charles Powlett (5e duc de Bolton)
Charles Powlett (c. 1718 – 5 juillet 1765) est un soldat britannique, et homme politique Whig. Il est le fils aîné de Harry Powlett (4e duc de Bolton) et de Catherine Parry.

## Biographie
Formé à Winchester, il intègre l'armée britannique et devient lieutenant-colonel en 1745. Powlett est un groom de la chambre à coucher de Frédéric de Galles de 1749 jusqu'à la mort de celui-ci en 1751. Il est promu lieutenant général le 12 mars 1752, date à laquelle il est nommé dans l'Ordre du Bain. Lorsque son père devient duc en décembre 1754, il est connu sous le nom de marquis de Winchester et quitte son siège à Lymington pour succéder à son père dans le Hampshire. Il reste député de ce comté jusqu'à qu'il devienne duc de Bolton en 1759. Le 22 décembre 1758, il est admis au Conseil privé.
Le 5 juillet 1765, Bolton meurt par suicide. Il se tire une balle dans la tête avec un pistolet dans sa maison de Grosvenor Square. Personne ne sait pourquoi, écrit Horace Walpole, si ce n'est qu'il y a beaucoup de folie dans le sang. Célibataire, il laissa l'essentiel de sa fortune à sa fille illégitime, Jean Mary Browne-Powlett (vers 1751-1814), qui épouse Thomas Orde-Powlett (1er baron Bolton). Son frère Harry Powlett (6e duc de Bolton) lui succède au duché.

## Grosvenor Square
Lord Nassau Powlett , fils du 2e duc de Bolton, avait le numéro 24 (anciennement le numéro 21), 1735-1738, et le 3e duc, puis sa veuve, avaient le numéro 1, 1753-1755. Le 5e duc avait le n ° 37 (anciennement le n ° 32) de 1759 à 1765, qui a été considérablement modifié vers 1761–1765 par John Vardy (démoli en 1934). À la suite du 5e duc de Bolton, les locataires ou occupants du bail étaient Augustus FitzRoy (3e duc de Grafton), Premier ministre, 1765; le 4e comte de Tankerville, 1769-1779; le baron Alvensleben, ministre Hanovrien, v. 1780-1792; Harry Powlett (6e duc de Bolton), v. 1793–17.